# Motul (entreprise)
Pour les articles homonymes, voir Motul.
 (juin 2024).
Si vous disposez d'ouvrages ou d'articles de référence ou si vous connaissez des sites web de qualité traitant du thème abordé ici, merci de compléter l'article en donnant les références utiles à sa vérifiabilité et en les liant à la section « Notes et références ».
Motul est une entreprise française d'origine américaine de conception, d'élaboration et de distribution de lubrifiants pour moteurs (deux-roues, automobiles et autres véhicules), de fluides diélectriques, ainsi que pour l'industrie à travers son activité MotulTech.

## Histoire

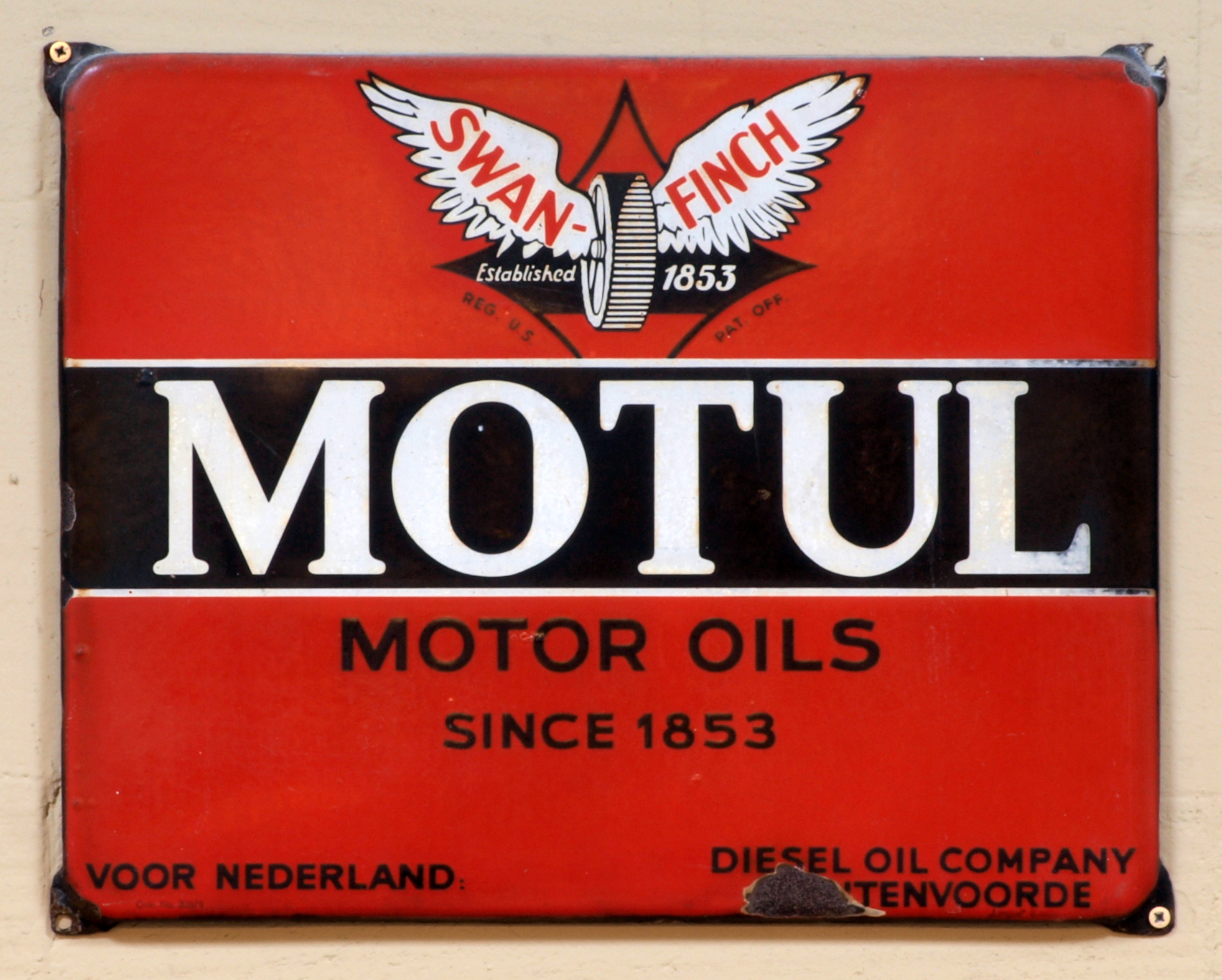
Panneau publicité ancien.

Fondée en 1853 à New York et filiale de la New Jersey's Standard Oil de John D. Rockefeller, la société Swan & Finch démarre son activité dans les lubrifiants. Dès 1920, elle se tourne vers l'international en exportant certaines des marques présentes dans son portefeuille telles Aerul, Textul, Motul.
En 1932, Ernst Zaugg négocie avec Swan & Finch la distribution en France des produits de la marque Motul via sa société Supra Penn. À noter que déjà à cette époque de l'entre-deux-guerres, la marque Motul propose une gamme de produits dédiés aux deux-roues.
En 1953, le centenaire de Swan & Finch est célébré par le lancement mondial de la Motul Century, qui devient ainsi la première huile vraiment multigrade sur le marché européen. Swan & Finch cesse cependant ses activités en 1957. Supra Penn, qui a racheté tous les titres de propriétés et les brevets concernant la marque Motul, est rebaptisée du nom du produit qu'elle commercialise et devient Motul S.A.
En 1966, la Century 2100 apparaît sur le marché. Il s'agit du premier lubrifiant automobile semi-synthèse, produit qui fait le bonheur des ingénieurs en compétition puisqu'il supporte des contraintes et des efforts mécaniques dix fois supérieurs aux lubrifiants habituels. En 1971, Motul innove à nouveau avec la Century 300V, première huile 100 % synthèse pour l'automobile.
Motul consolide sa présence internationale dans les années 1980 : l'Allemagne avec Motul Deutschland en 1980, l'Espagne en 1988, les États-Unis en 1989, l'Italie en 1994, l'Asie Pacifique en 2002, la Russie et le Brésil en 2005, l'Inde en 2006. Par ailleurs en 2001, Motul crée une nouvelle activité, MotulTech, spécialisée dans les lubrifiants industriels.
Motul est aujourd'hui présent dans plus de 80 pays et conçoit, élabore et distribue des produits lubrifiants à forte valeur ajoutée technique. Pionnier avec plusieurs produits semi-synthétiques et synthétiques, Motul a toujours privilégié l'innovation, la recherche et le développement. La société est également leader du marché des lubrifiants moto en France.
Dans le domaine sportif, de nombreux constructeurs font confiance à Motul pour leurs développements technologiques en compétition auto/moto. Motul a ainsi développé des collaborations étroites avec des constructeurs tels que Nissan, Yamaha, Subaru, Peugeot, Honda et Suzuki.

## Métiers et produits
(février 2021).
Motul a été le premier industriel du lubrifiant à faire appel à la technologie des esters pour la formulation de ses huiles 100 % synthèse automobiles, en capitalisant sur une innovation conçue à l'origine pour l'aéronautique. Les esters, composants à base végétale dans les produits Motul, bénéficient de propriétés lubrifiantes et de qualités de résistance au cisaillement et à la température élevées. L'huile moteur phare de Motul, la 300V, a connu un fort développement grâce à sa présence dans les plus grandes compétitions auto/moto.
La capacité en recherche et développement de Motul est scindée en deux entités qui travaillent respectivement sur les lubrifiants dits « automotive » (automobile, deux-roues, bateau) et les lubrifiants industriels.
Ces produits sont utilisés dans de nombreux secteurs d'activités : sidérurgie, sous-traitants de la mécanique, fabricants de machines et équipements, cimenterie, agro-alimentaire, pharmacie et cosmétique, bois, verre et minéraux, chimie, plasturgie et caoutchouc, horlogerie, textile, constructeurs et équipementiers automobiles, transport ferroviaire, aéronautique.

## Compétition sportive

### Partenariats
En tant que spécialiste des huiles de synthèse, Motul est devenu le partenaire de nombreux constructeurs et teams sportifs pour leurs développements technologiques dans les sports mécaniques, la compétition automobile et la compétition motocycliste.
Motul est présent dans de nombreuses compétitions internationales en tant que fournisseur officiel d'écuries : Road racing, Trial, Enduro, Endurance, Superbike, Supercross, Rallycross, championnat du monde des rallyes, FIA GT, 24 Heures du Mans, 24 Heures de Spa, Le Mans Series, Trophée Andros, Paris-Dakar, 24 Heures du Mans moto, 8 Heures de Suzuka, Bol d'or, 200 miles de Daytona moto, etc. En 1977, Motul remporte son premier titre de champion du monde Moto, catégorie Road Racing, avec Takazumi Katayama sur Yamaha 350.

### Palmarès

#### Deux-roues

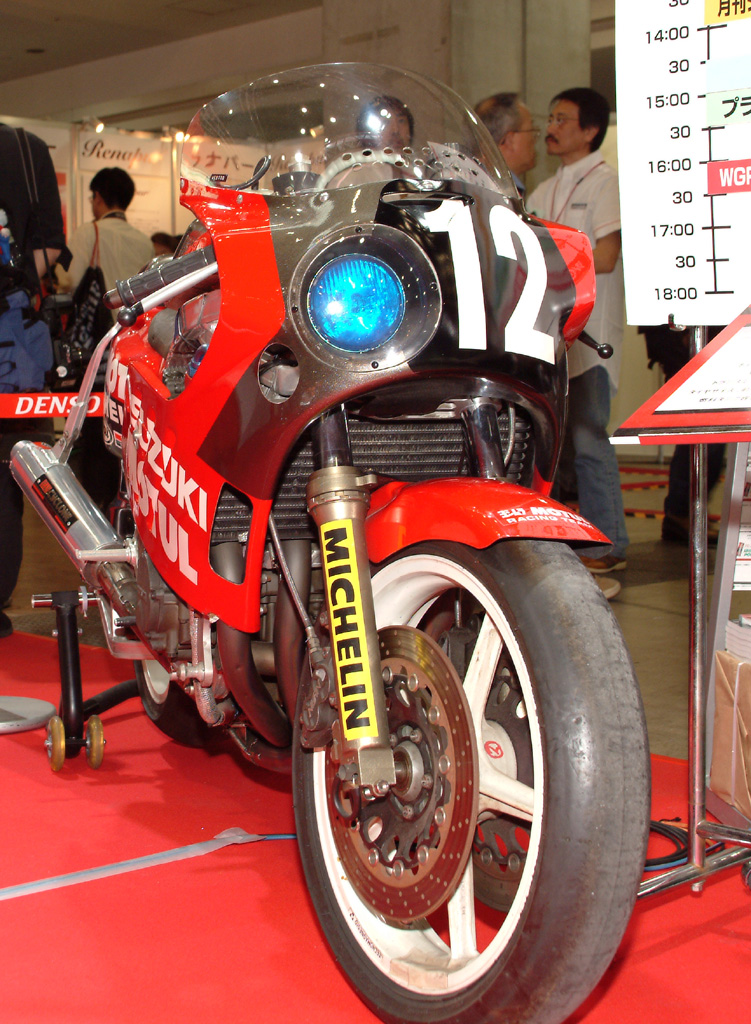
GSX-R 750 Yoshimura / Motul de course d'endurance (1986).

| Course / Catégorie          | Année | Pilote                                                         | Équipe   |
| --------------------------- | ----- | -------------------------------------------------------------- | -------- |
| Road racing 350 cm3         | 1977  | Takazumi Katayama                                              | Yamaha   |
| Road racing 250 cm3         | 1984  | Christian Sarron                                               | Yamaha   |
| Motocross 250 cm3           | 1986  | Jacky Vimond                                                   | Yamaha   |
| Enduro                      | 1988  | Gilles Lalay                                                   | Honda    |
| 24 Heures du Mans           | 1988  | A. Vieira J.-M. Mattioli C. Bouheben                           | Honda    |
| 24 Heures du Mans           | 1988  | A. Vieira J.-M. Mattioli R. Burnett                            | Honda    |
| Motocross 250 cm3           | 1989  | Jean-Michel Bayle                                              | Honda    |
| Champion rallye Paris-Dakar | 1989  | Gilles Lalay                                                   | Honda    |
| 24 Heures du Mans           | 1989  | A. Vieira J.-M. Mattioli R. Burnett                            | Honda    |
| Motocross 250 cm3           | 1993  | Greg Albertyn                                                  | Honda    |
| Road racing 500 cm3         | 1993  | Kevin Schwantz                                                 | Suzuki   |
| Champion du monde Endurance | 1990  | Alex Vieira                                                    | Honda    |
| Road racing 250 cm3         | 1990  | John Kocinski                                                  | Yamaha   |
| Road racing 500 cm3         | 1990  | Wayne Rainey                                                   | Yamaha   |
| 24 Heures du Mans           | 1990  | A. Vieira J.-M. Mattioli S. Mertens                            | Honda    |
| 24 Heures du Mans           | 1991  | C. Guyot N. Dussauge S. Scarnato                               | Suzuki   |
| Superbike                   | 1993  | Scott Russell                                                  | Kawasaki |
| Endurance                   | 1994  | Jean-Michel Mattioli Stéphane Mertens                          | Honda    |
| Motocross 500 cm3           | 1998  | Andrea Bartolini                                               | Yamaha   |
| Enduro                      | 1999  | Guillaume Porte                                                | Gas Gas  |
| Road racing 500 cm3         | 2000  | Kenny Roberts Jr                                               | Suzuki   |
| Motocross 250 cm3           | 2001  | Mickaël Pichon                                                 | Suzuki   |
| Motocross 250 cm3           | 2002  | Mickaël Pichon                                                 | Suzuki   |
| Road racing MotoGP          | 2004  | Valentino Rossi                                                | Yamaha   |
| Road racing MotoGP          | 2005  | Valentino Rossi                                                | Yamaha   |
| Superbike                   | 2005  | Troy Corser                                                    | Suzuki   |
| 24 Heures du Mans           | 2006  | F. Protat O. Four D. Ribalta                                   | Honda    |
| Motocross MX2               | 2006  | Christophe Pourcel                                             | Kawasaki |
| Motocross MX1               | 2007  | Steve Ramon                                                    | Suzuki   |
| Champion du monde Endurance | 2007  | V. Philippe / W. Costes G. Dietrich M. Neukirchner             | S.E.R.T  |
| Champion du monde Endurance | 2008  | V. Philippe / W. Costes G. Dietrich B. Veneman                 | S.E.R.T  |
| Champion du monde Endurance | 2010  | V. Philippe / Fr. Foray / G. Dietrich / D. Sakaï / S. Guintoli | S.E.R.T  |
| Champion du monde Endurance | 2011  | V. Philippe / Fr. Foray / D. Sakaï / A. Delhalle / B. Guittet  | S.E.R.T  |
| Champion du monde Endurance | 2012  | V. Philippe / A. Delhalle / Fa. Foret / Y. Kagayama / T. Tsuda | S.E.R.T  |
| Champion du monde Endurance | 2013  | V. Philippe / A. Delhalle / J. Da Costa / A. Cudlin            | S.E.R.T  |

#### Automobile

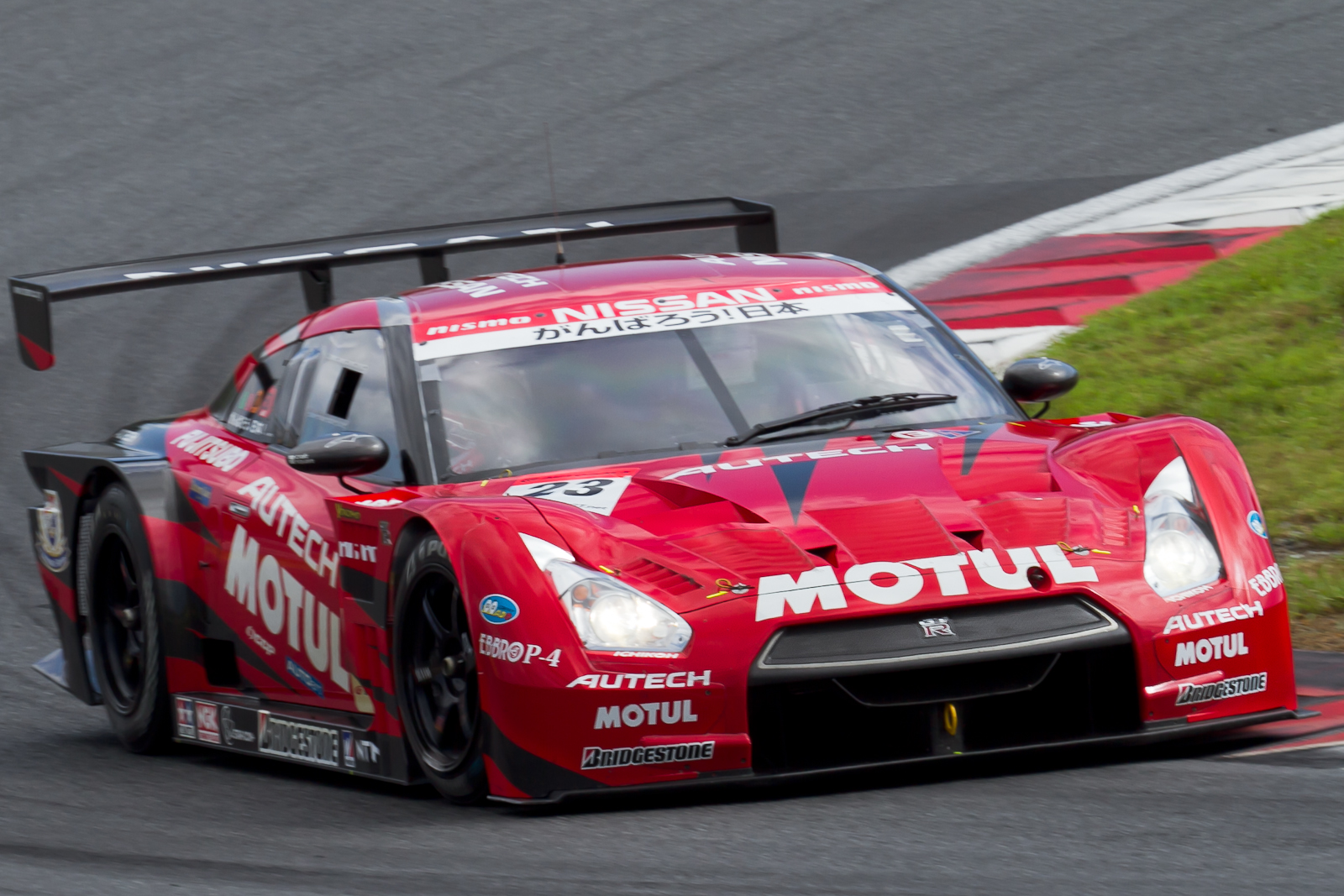
Motul Autech GT-R 2011.

| Course / Catégorie             | Année | Équipe                          | Voiture                           |
| ------------------------------ | ----- | ------------------------------- | --------------------------------- |
| World Rally Champions          | 2001  | Richard Burns Robert Reid       | Subaru Impreza                    |
| World Rally Champions          | 2003  | Petter Solberg Phil Mills       | Subaru Impreza                    |
| FIA-GT World Champions         | 2004  | Matteo Bobbi Thomas Biagi       | Ferrari 550                       |
| FIA-GT World Champions         | 2005  | G. Gardel Larbre Compétition    | Ferrari 550 - GT1 driver          |
| 24 Heures du Mans              | 1996  | Martinolle Kelleners Eichmann   | Porsche - GT2 class               |
| 24 Heures du Mans              | 2003  | Kox Enge Davies                 | Ferrari 550 - LM GTS class        |
| 24 Heures du Mans              | 2007  | Brabham Kox Rydell              | Aston Martin DBR9 - LM GT1 class  |
| 24 Heures du Mans              | 2007  | R. Narac Lietz Long             | Porsche 911 GT3-RS - LM GT2 class |
| Le Mans Endurance Series LMP1  | 2005  | Pescarolo Sport                 | Pesca C60 Judd                    |
| Le Mans Endurance Series LMGT1 | 2005  | BMS Scuderia Italia             | Ferrari 550 Maranello             |
| Le Mans Series LMP1            | 2006  | Pescarolo Sport                 | Pesca C60 Judd                    |
| Le Mans Series LMGT1           | 2006  | Larbre Compétition              | Aston Martin DBR9                 |
| Le Mans Series LMGT1           | 2007  | Team Oreca                      | Saleen S7-R                       |
| 24 Heures de Spa Francorchamps | 1981  | Tom Walkinshaw Pierre Dieudonné | Mazda RX-7                        |

## Principales normes et certifications
- QS9000 élaborée par Ford, General Motors et Chrysler.
- IATF 16949 élaborée par l'IATF (International Automotive Task Force).
- NMMA (nautisme)[5].

## Authentification de l'huile de compétition 300V
Grâce à son code à bulles, le scellé de sécurité apposé sur chaque bidon 2L fer assure l'authenticité du produit. Chaque code à bulles est tridimensionnel, traçable et unique. Il constitue ainsi l'empreinte digitale de chaque bidon.